# Асама
Аса́ма (яп. 浅間山) — действующий комплексный вулкан, расположен в центральной части острова Хонсю Япония. Высота — 2568 м. В 1783 году произошло сильное извержение, погубившее более 1000 человек. В результате одного из последних извержений, начавшегося 2 февраля 2009 года, часть Токио оказалась засыпана пеплом.

## Извержение 1783 года
Последнее катастрофическое извержение произошло в 1783 году. Активность продолжалась с мая по август c плинианскими извержениями. 2-3 августа вулкан обрушил вулканические молнии и блоки. 4 августа пепел закрыл небо и погрузил во тьму центральный регион Канто, с 4 на 5 наблюдалась кульминационная фаза в течение 15 часов, произошёл мощный взрыв, затем сошёл пирокластический поток.
Из-за самого извержения, по оценкам, погибло около 1600 или нескольких тысяч человек. Так, в селе Канбара (ныне Цумагои) выжило 93 из 570 жителей. Катастрофа, возможно, повлияла на климат и стала одной из причин Великого голода годов Тэммэй. По некоторым оценкам, суммарно от различных последствий этого извержения могло умереть 200-800 тысяч человек.